# Ікково
І́кково (рос. Икково, чув. Иккасси) — село у складі Чебоксарського району Чувашії, Росія. Входить до складу Сірмапосинського сільського поселення.
Населення — 516 осіб (2010; 514 у 2002).
Національний склад:
- чуваші — 98 %